# Friederike de Schleswig-Holstein-Sonderburg-Glücksburg
Friederike de Schleswig-Holstein-Sonderburg-Glücksburg (9 octombrie 1811 – 10 iulie 1902) a fost fiica lui  Friedrich Wilhelm, Duce de Schleswig-Holstein-Sonderburg-Glücksburg și a Prințesei Louise Caroline de Hesse-Cassel. A fost sora mai mare a regelui Christian al IX-lea al Danemarcei. Friederike a devenit Ducesă de Anhalt-Bernburg prin căsătoria cu Alexander Karl, Duce de Anhalt-Bernburg, ultimul Duce de Anhalt-Bernburg.

## Biografie
Friederike s-a născut la 9 octombrie 1811 la Castelul Gottorp în apropiere de Schleswig în ducatul Schleswig ca Prințesa Friederike de Schleswig-Holstein-Sonderburg-Beck, a doua fiică a lui Friedrich Wilhelm, Duce de Schleswig-Holstein-Sonderburg-Glücksburg și a Prințesei Louise Caroline de Hesse-Cassel.
Tatăl Friedericăi a fost șeful Casei ducale de Schleswig-Holstein-Sonderburg-Beck, o ramură pe linie masculină a Casei de Oldenburg care a ocupat tronul Danemarcei din 1448. Prin tatăl ei, Friederike a fost descendenta directă pe linie masculină a regelui Christian al III-lea al Danemarcei.
Mama Friedericăi a fost fiica Landgrafului Carol de Hesse, mareșal danez și Guvernator Regal a ducatelor Schleswig și Holstein, și a soției acestuia, Prințesa Louise a Danemarcei, o fiică a regelui Frederic al V-lea al Danemarcei. La 6 iulie 1825, Ducele Friedrich Wilhelm a fost numit Duce de Glücksburg de către cumnatul său Frederic al VI-lea al Danemarcei (fosta linie Glücksburg s-a stins în 1779). 

### Căsătorie

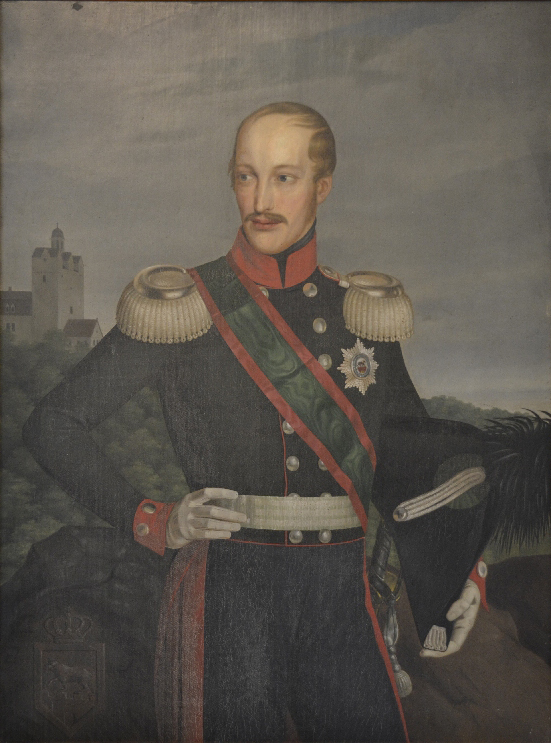
Soțul Prințesei Friederike, Alexander Karl, Duce de Anhalt-Bernburg.

Friederike s-a căsătorit la 30 octombrie 1834, la palatul Louisenlund cu Alexander Karl, Duce de Anhalt-Bernburg, fiu al lui Alexis Friedrich Christian, Duce de Anhalt-Bernburg și al Prințesei Marie Friederike de Hesse-Kassel.

### Ducesă de Anhalt-Bernburg
Până în noiembrie 1855 Ducele a fost stat numai la castelul Hoym din cauza unei boli psihice progresive (unele surse afirmă ca el a suferit de schizofrenie). Acolo, Alexander Karl și-a petrecut restul vieții sub îngrijire medicală, în compania șambelanului său, pictorul Wilhelm von Kügelgen. Din cauza incapacității sale, Friederike a acționat ca regentă.
Alexander Karl a murit la Hoym la 19 august 1863 la vârsta de 58 de ani. Deoarece cuplul nu a avut copii, Ducatul de Anhalt-Bernburg a fost moștenit de către ruda sa, Leopold al IV-lea, Duce de Anhalt-Dessau-Köthen care a fuzionat ducatul cu propriul său ducat și a format Ducatul de Anhalt.
Ducesa văduvă Friederike a murit la 10 iulie 1902, la Ballenstedt, la vârsta de 90 de ani.